# السرب 115 (إسرائيل)
السرب 115 (بالعبرية: טייסת 115‏)، المعروف أيضًا باسم التنين الطائر أو السرب الأحمر، هو سرب مهاجم لسلاح الجو الإسرائيلي يقع مقره في مطار عوفدا، وهو سرب سلاح الجو الإسرائيلي الوحيد لتشغيل الطائرات ذات الأجنحة الثابتة والمروحيات وكذلك الأصول الأرضية.

## التاريخ

### التشكيل
تم إنشاء السرب في 8 يوليو 1954 كوحدة شبه مستقلة مكونة من السرب 109 متخصصة في رحلات الاستطلاع بالصور. قام السرب في البداية بقيادة النقيب أزرييل رونين بتشغيل 4 طائرات من طراز موسكيتو بي آر 16 من قاعدة حتسور الجوية، وسرعان ما تم تعزيزها من خلال ثلاث طائرات من طراز موسكيتو إن إف 30 تم تحويلها للاستطلاع، وفي يونيو 1956 أصبح السرب 115 سربًا مستقلاً تمامًا، وكان مقر الوحدة الجديدة في تل نوف بقيادة الرائد إيلي إيرون، وسرعان ما تم تعزيزه بثلاثة من طراز بي آر 16 وثلاثة من طراز غلوستر ميتيور تي 7.
مع تصاعد التوترات في الشرق الأوسط في منتصف الخمسينيات من القرن الماضي، تم تكثيف عمليات السرب 115، ونفذ مهمات استطلاعية في جميع أنحاء المنطقة، حتى العراق وليبيا. أثبتت المعلومات الاستخباراتية التي تم جمعها خلال هذه المهام أنها ذات قيمة ليس فقط خلال العدوان الثلاثس عام 1956، ولكن في الحروب اللاحقة أيضًا. في الفترة التي سبقت العدوان نفسها، قام السرب بجمع معلومات عن القوات المصرية وتحركاتها في سيناء، بينما قدم خلال الحرب معلومات استخباراتية تشتد الحاجة إليها حول نشاط العدو.
تم حل السرب في نوفمبر 1958 مع سحب طائرات الموسكيتو من الخدمة، وتم إلحاق طائراته من طراز ميتيور في أسراب أخرى.

### تحليق إيه-4 سكاي هوك
تم إعادة تشكيل السرب 115 في يناير 1969 في تل نوف ، كثالث سرب إيه-4 سكاي هوك في سلاح الجو الإسرائيلي. وصلت طائراتها الثلاث الأولى إلى ميناء أشدود في 20 مارس، طار السرب أول رحلة له وفي 28 مارس. سرعان ما حققت القدرة التشغيلية وشهدت أول طلعة قتالية في 22 أبريل في حرب الاستنزاف المستمرة ضد محطة رادار في الأردن. شارك السرب في عملية بوكسر في يوليو، حيث أصيبت إحدى طائراته لكنها تمكنت من الهبوط اضطراريا في رفيديم . شارك السرب أيضًا في عمليات بريحا أثناء معركة شدوان في يناير 1970، حيث قام سرب من طراز A-4 بإغراق زورق طوربيد مصري، وإجمالاً طار السرب 115 حوالي 1000 طلعة جوية طوال الحرب.
بدأ السرب بتشغيل طراز إيه-4 إتش في البداية، وفي عام 1972 قام السرب بالتحويل إلى إيه-4 إن سكاي هوك II. كانت لا يزال يستعمل الطرازين بالطرازين عندما اندلعت حرب أكتوبر في 1973. ، فقد السرب قائده عامي جاديش في 3 أكتوبر عندما تحطمت طائرته خلال طلعة تدريبية، وتولى غيورا روم قيادته في يوم الجمعة 5 أكتوبر ، على الرغم من عدم قيامه مطلقًا بقيادة سكاي هوك أو الخدمة مع الوحدة. عندما اندلعت الحرب في اليوم التالي كانت أول رحلة لروم عبارة عن طلعة جوية قتالية تستهدف القوات المصرية التي تعبر قناة السويس، ووبدأ روم بالتعرف على الطائرة أثناء طريقها إلى الهدف.
قام السرب 115 بجميع أنواع المهام الهجومية خلال حرب أكتوبر، من الدعم الجوي القريب إلى ضربات القاعدة الجوية وإخماد الدفاعات الجوية للعدو. عانى السرب من أول قتلى الحرب في 7 أكتوبر، عندما فُقد الطيار شمعون آش خلال غارة ضد المدفعية المصرية المضادة للطائرات، بينما قُتل الطيار إسرائيل روزنبلوم في مرتفعات الجولان، كما قدت طائرتان أخرتان على الجبهة المصرية في اليوم التالي، حيث قُتل تسفي باشان وأصبح تسفي روزين أسير حرب. فُقد الطيار ماريو شاكيد في 9 أكتوبر، وفقدت طائرتان أخريان في 11 أكتوبر، خيث قتل الطيار إسحاق عوفر في مرتفعات الجولان وأصبح الطيار شنايدر أسير حرب. كانت هذه آخر خسائر السرب 115 خلال الحرب، من أصل 750 طلعة جوية، بمعدل خسارة 0.9٪.
عاد السرب إلى العمل في قصف المواقع الفلسطينية في جنوب لبنان خلال أواخر السبعينيات وأوائل الثمانينيات، وشهد عمليات واسعة النطاق خلال حرب لبنان 1982. فقد السرب إحدى طائراته في 6 يونيو 1982 أثناء هجومها بالقرب من قلعة الشقيف، وسقط الطيار أهارون أشياز في الأسر الفلسطينيين. تم نقل السرب إلى نفاطيم في عام 1984، واستمر في شن هجمات متفرقة ضد أهداف لبنانية خلال العقد اللاحق، وحلق 38 طلعة جوية خلال عملية تصفية الحساب في أبريل 1993. تم حل السرب في 21 يوليو 1994، مع دخول بعض طائراته في التخزين بينما تم تفريق البعض الآخر بين أسراب إيه-4 المتبقية.

### السرب المهاجم

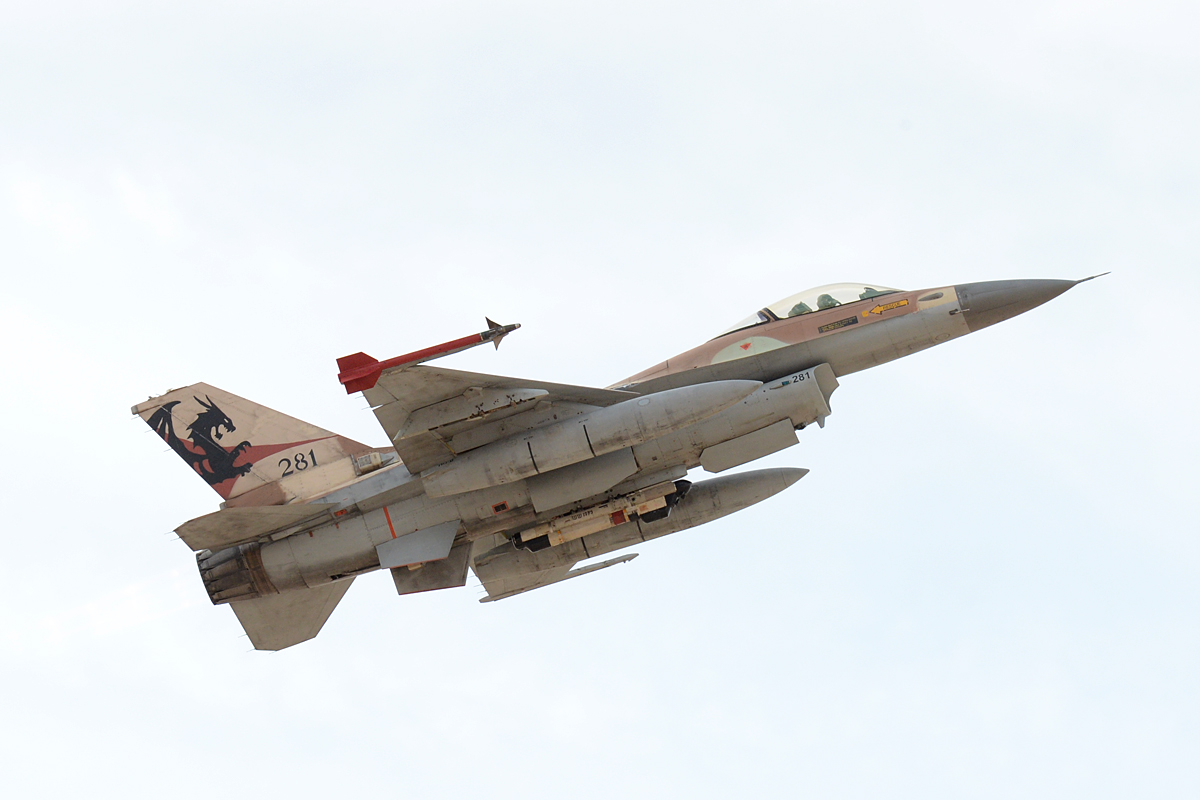
إف -16 أ من تاسرب 115

تمت إعادة تشكيل السرب في عوفدا كمركز تدريب متقدم لسلاح الجو، بمبادرة من القائد العام السابق للقوات الجوية الإسرائيلية إليعازر شكيدي، وتم تكليف الوحدة بمحاكاة قوات العدو وتكتيكاته بطائؤاته من طرازي إف-16 وإيه إتش-1 كوبرا، وخلق سيناريوهات أقرب ما يمكن لما قد يواجهه الطيارون في الحرب. يقوم السرب أيضًا بتشغيل قسم أرض-جو من خلال عقد دورات تدريبية لأسراب سلاح الجو الإسرائيلي القتالية، لمحاكاة الدفاعات الجوية للعدو. لا يعتبر السرب وحدة عملياتية، على الرغم من أن جميع طياريه لديهم مواقع طوارئ وطائراته مجهزة للعمل كطائرات مقاتلة في حالة الحرب.
على غرار أسراب القوات الجوية الأمريكية المهاجمة، يقدم السرب أيضًا خدماته إلى دول أخرى، ففي مايو 2006، تدرب مع السرب 101 التابع لحرس ماساتشوستس الوطني الجوي،  وفي عام 2008 قدم السرب تدريبات صحراوية لـ 55 طيارًا من سلاح الجو التشيكي قبل نشرهم في أفغانستان، وأُطلق على الدورة التدريبية اسم "عتصيون"، وهو الاسم الرمزي لمطار تشيكوسلوفاكي الذي أُرسل منه الكثير من الطائرات والمواد إلى إسرائيل خلال حرب 1948، تقديراً للمساعدة العسكرية التشيكوسلوفاكية لإسرائيل خلال الحرب. استضاف السرب 115 بانافيا تورنادو الإيطالية في عوفدا في أوائل ديسمبر 2010، وأجرى دورة تدريبية مشتركة لمدة أسبوع، وأكملت القوات الجوية الإسرائيلية والإيطالية تمرينًا تدريبيًا مشتركًا آخر لمدة أسبوعين في ديسمبر 2011. تضمنت التدريبات طيارين بمقاتلات إف-16 إيه وإف-16 سي وإف-15 آي من ثلاثة أسراب إسرائيلية، في مواجهة طيارين من سلاح الجو الإيطالي بطائرات يوروفايتر تايفون ومقاتلات بانافيا تورنادو الضاربة. في مارس 2012 ، تم نشر السرب التكتيكي العاشر التابع لسلاح الجو البولندي في عوفدا في تدريب مشترك لمدة أسبوعين مع السرب بالإضافة إلى الأسراب 117 و106.
أنهى السرب 115 خدمة الطائرات من طراز إف-16 إيه وإف-16 بي في ديسمبر 2016، واستبدلها في أبريل 2017 بطائرة إف-16 سي وإف-16 دي.

## أنظر أيضا
- العلم الأزرق

## فهرس

### ملحوظات
1. ↑  Pfeffer، Anshel (19 سبتمبر 2010). "Flying Dragons simulate the enemy for Israel Air Force pilots". Haaretz. مؤرشف من الأصل في 2010-09-21. اطلع عليه بتاريخ 2010-09-20.
2. 1 2  Aloni، Shlomo (سبتمبر 2010). "Israeli Reds". Air Forces Monthly ع. 269.
3. 1 2  Weiss، Raanan (سبتمبر 2010). "Dogfighting over the Dunes". Air Forces Monthly ع. 269.
4. ↑  "IAF and Italian Air Force (Aeronautica Militare) Conclude Joint Training in Israel". IDF Spokesperson. 9 ديسمبر 2010. مؤرشف من الأصل في 2010-12-15. اطلع عليه بتاريخ 2010-12-10.
5. ↑  "Israel Air Force Plans Inviting Foreign Air Forces to a Multi-National Air Exercise in 2013". Defense Update. 17 ديسمبر 2011. مؤرشف من الأصل في 2023-03-24. اطلع عليه بتاريخ 2013-03-13.
6. ↑  Rosenfeld، Shai؛ Tocatly، Karen (14 مارس 2012). "Joint Exercise with Polish Air Force". Israeli Air Force. مؤرشف من الأصل في 2022-12-03. اطلع عليه بتاريخ 2012-03-16.
7. ↑  Livnat، Yael (14 مارس 2012). "לראשונה: חילות האוויר של ישראל ופולין קיימו אימון משותף" (بالعبرية). Israel Defense Forces. مؤرشف من الأصل في 2021-12-01. اطلع عليه بتاريخ 2012-03-16.
8. ↑  Biton، Edeb (4 أبريل 2017). "The "Red" Squadron has Integrated the "Barak"". Israeli Air Force official. مؤرشف من الأصل في 2022-04-07. اطلع عليه بتاريخ 2017-05-13.
9. ↑  "Cooperation over competition: Eight nations fly in Israel's largest-ever air drill". 28 نوفمبر 2017. مؤرشف من الأصل في 2023-07-12.

## وصلات خارجية
- الأمن العالمي 115 صفحة